# Amicalità

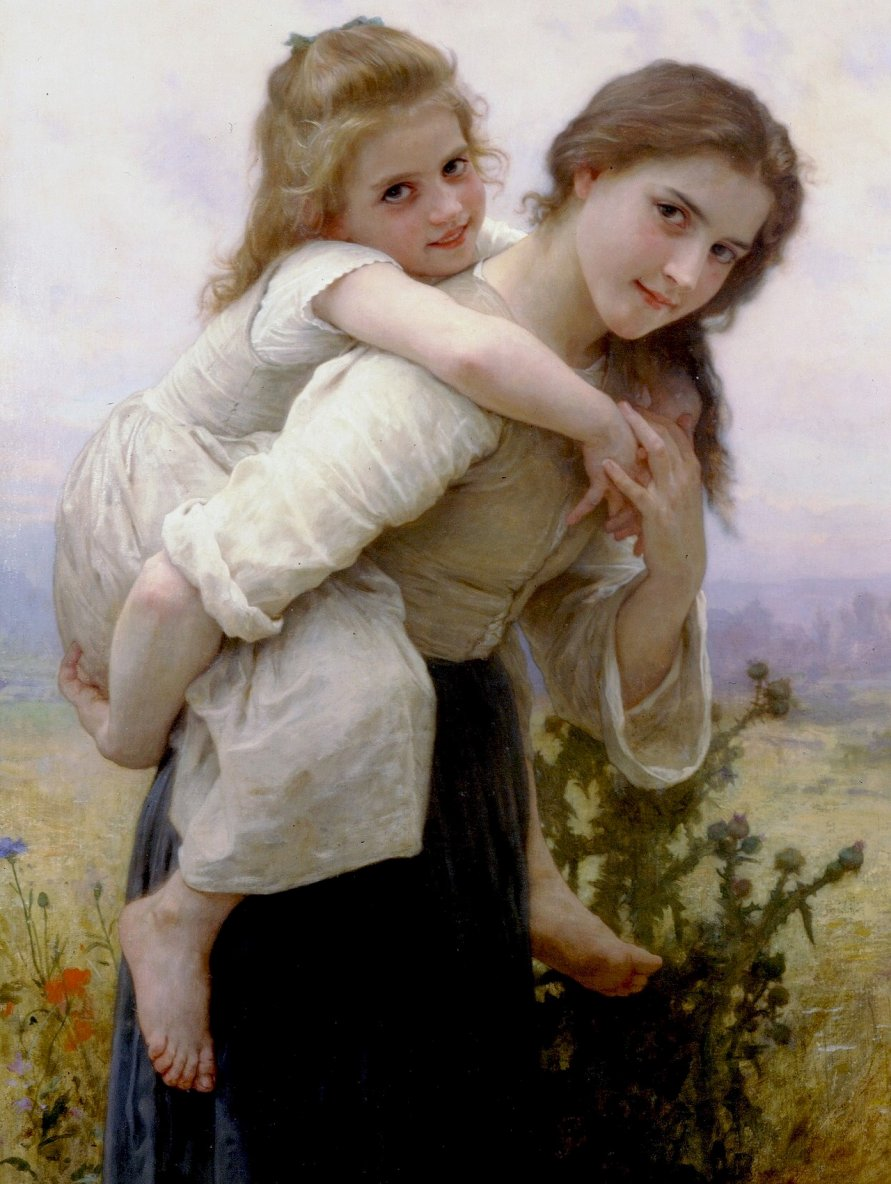
Piacevole fardello (Fardeau agréable) (William-Adolphe Bouguereau, 1895)

L'amicalità (agreeableness),  chiamata anche gradevolezza o piacevolezza, è un tratto della personalità che si manifesta in caratteristiche comportamentali individuali percepite come gentilezza, simpatia, collaborazione, affetto e premurosità. Nella psicologia della personalità contemporanea, la gradevolezza è una delle cinque dimensioni principali della struttura della personalità, che riflette le differenze individuali nella cooperazione e nell'armonia sociale.
Le persone che ottengono un punteggio elevato in questa dimensione sono empatiche e altruiste, mentre un punteggio basso di gradevolezza si traduce in comportamenti egoistici e mancanza di empatia. Coloro che ottengono un punteggio molto basso in questa dimensione mostrano segni di comportamento riferibili alla cosiddetta triade oscura, come la manipolazione e la competitività.
La gradevolezza è considerata un tratto sovraordinato, il che significa che è un raggruppamento statistico di sotto-tratti. I tratti di livello inferiore raggruppati sotto l'amicalità includono fiducia, schiettezza, altruismo, compiacenza, modestia e tenerezza.

## Sfaccettature nel NEO PI
Nel NEO PI, ciascuno dei cinque fattori identificati da Costa e McCrae è identificato con sei tratti di livello inferiore. Conosciuti come sfaccettature, i tratti di livello inferiore inclusi nella gradevolezza furono introdotti per la prima volta con la pubblicazione nel 1992 della versione rivista del NEO PI. Basato sul moderno NEO PI-R, le sei sfaccettature della gradevolezza sono: fiducia, franchezza, altruismo, conformità, modestia e tenerezza.
- Fiducia: è una caratteristica distintiva dello sviluppo psicosociale, della teoria della personalità e delle concezioni psicologiche popolari della personalità. Gli individui che ottengono un punteggio elevato in questo aspetto generalmente credono che le intenzioni degli altri siano benevole. Coloro che ottengono un punteggio basso su questo aspetto tendono ad essere cinici e considerano gli altri sospettosi, disonesti o pericolosi.
- Semplicità: è la qualità della franchezza e dell'onestà nel comunicare con gli altri. Nonostante una lunga storia nella filosofia morale, la franchezza non è così vitale per la teoria della personalità come gli altri aspetti della gradevolezza. Coloro che ottengono un punteggio elevato in termini di franchezza tendono a interagire con gli altri in modo diretto e onesto. I punteggi bassi sono meno diretti, tendono ad avere un alto livello di autocontrollo e sono generalmente ingannevoli o manipolatori. Sebbene i due concetti non siano identici, coloro che hanno un punteggio basso su questo aspetto tendono ad essere alti nel machiavellismo.
- Altruismo: simile all'altruismo negli animali e all'altruismo etico, questo aspetto è definito da misure di altruismo e sacrificio di sé, generosità e considerazione, cortesia e preoccupazione per gli altri. L'altruismo è simile al concetto di interesse sociale di Alfred Adler, che è una tendenza a dirigere le proprie azioni verso il miglioramento della società. Gli individui che ottengono un punteggio basso nell'altruismo tendono ad essere scortesi, egoisti o avidi, un modello di comportamento noto come "interesse personale" nella psicologia adleriana.
- Conformità: come aspetto della gradevolezza, la conformità è definita come la tipica risposta di un individuo al conflitto. Coloro che ottengono un punteggio elevato in conformità tendono ad essere mansueti e miti e preferiscono la cooperazione o la deferenza come mezzo per risolvere i conflitti. I punteggi bassi tendono ad essere aggressivi, antagonisti, litigiosi e vendicativi.
- Modestia: mentre la fiducia, la franchezza, l'altruismo e la conformità si riferiscono tutti a comportamenti interpersonali o sociali, la modestia si riferisce al concetto di sé di un individuo. Coloro che ottengono punteggi alti nella modestia tendono ad essere umili e concentrati sugli altri, mentre quelli con punteggi bassi tendono ad essere arroganti e autoesaltanti. La bassa modestia è altrimenti nota come presunzione o narcisismo e, in casi estremi, può manifestarsi come disturbo narcisistico di personalità. Altrimenti nota come "umiltà" nel Revised NEO Personality Inventory, la modestia assomiglia all'aspetto umiltà dell'onestà-umiltà nel modello HEXACO.
- Tenerezza: è definita come la misura in cui i giudizi e gli atteggiamenti di un individuo sono determinati dall'emozione. Coniato da William James, questo termine era importante anche nelle prime versioni dei 16 fattori di personalità. La tenerezza è definita principalmente dalla simpatia e corrisponde alla scala "simpatia" dell'International Personality Item Pool. Al contrario, la "mente dura" è un tratto associato allo psicoticismo nel questionario sulla personalità di Eysenck.

## Sfaccettature di gradevolezza secondo il modello HEXACO
Per aiutare a catturare le numerose distinzioni tra i modelli Big Five e HEXACO, Ashton e Lee propongono quattro nuove sfaccettature nella loro concettualizzazione della gradevolezza: perdono, gentilezza, flessibilità e pazienza. Oltre a questi quattro aspetti specifici della gradevolezza, Lee e Ashton hanno proposto un ulteriore aspetto "interstiziale" situato in uno spazio condiviso da gradevolezza, onestà-umiltà ed emotività: l'altruismo contro l'antagonismo.
- Perdono: una misura della risposta di un individuo all'inganno o ad altre trasgressioni. Gli individui che ottengono un punteggio alto su questo aspetto tendono a riconquistare la loro fiducia e ristabiliscono relazioni amichevoli perdonando l'autore del reato, mentre quelli che ottengono un punteggio basso tendono a serbare rancore.
- Gentilezza: una misura di come un individuo valuta tipicamente gli altri. Gli individui che ottengono punteggi alti su questo aspetto tendono ad evitare di giudicare eccessivamente, mentre quelli che ottengono punteggi bassi sono molto critici e giudicanti.
- Flessibilità: una misura dei comportamenti legati al compromesso e alla cooperazione. Gli individui che ottengono un punteggio alto su questo aspetto preferiscono la cooperazione e il compromesso come mezzo per risolvere il disaccordo, mentre quelli che ottengono un punteggio basso tendono a essere testardi, polemici e poco disposti ad accogliere gli altri.
- Pazienza: una misura della propria risposta alla rabbia e all'aggravamento. Gli individui che ottengono un punteggio elevato in questo aspetto tendono a tollerare livelli molto elevati di rabbia e mantengono la calma mentre esprimono rabbia. Coloro che ottengono un punteggio basso in pazienza hanno difficoltà a rimanere calmi mentre esprimono la loro rabbia e tendono ad avere un carattere irascibile, diventando molto arrabbiati in risposta a una provocazione relativamente piccola.
- Altruismo contro antagonismo: sebbene condiviso fra tre fattori HEXACO, l'altruismo contro l'antagonismo è moderatamente correlato con la gradevolezza. Questo aspetto interstiziale valuta la misura in cui un individuo è comprensivo, di buon cuore e disponibile, con individui con punteggi bassi che tendono verso uno stile interpersonale antagonista.

## Relazioni interpersonali
La gradevolezza è una risorsa in situazioni che richiedono di andare d'accordo con gli altri. Rispetto alle persone sgradevoli, le persone gradevoli mostrano una tendenza a percepire gli altri in una luce più positiva.
Poiché i bambini simpatici sono più sensibili ai bisogni e alle prospettive degli altri, è meno probabile che soffrano di rifiuto sociale. In particolare, la ricerca indica che i bambini meno aggressivi e più abili nell'entrare nei gruppi di gioco hanno maggiori probabilità di ottenere l'accettazione da parte dei loro coetanei.
Uno studio ha rilevato che le persone ad alto livello di gradevolezza sono più reattive emotivamente nelle situazioni sociali. Questo effetto è stato misurato sia su questionari di autovalutazione che su misure fisiologiche e offre la prova che l'estroversione e il nevroticismo non sono gli unici fattori di personalità dei Big Five che influenzano le emozioni. L'effetto è stato particolarmente pronunciato tra le donne.
La ricerca mostra anche che le persone ad alto livello di gradevolezza hanno maggiori probabilità di controllare le emozioni negative come la rabbia in situazioni di conflitto, e maggiori probabilità di usare tattiche per evitare i conflitti quando sono in conflitto con gli altri. Sono anche più disposte a cedere terreno al loro avversario e possono perdere discussioni con persone meno simpatiche. Dal loro punto di vista, non perdono una discussione tanto quanto hanno mantenuto una relazione congeniale con un'altra persona.

## Comportamento prosociale
Una caratteristica centrale della gradevolezza è la sua associazione positiva con l'altruismo e il comportamento di aiuto. In tutte le situazioni, le persone con un alto livello di gradevolezza hanno maggiori probabilità di segnalare un interesse e un coinvolgimento nell'aiutare gli altri. Gli esperimenti hanno dimostrato che è probabile che la maggior parte delle persone aiuti i propri parenti e aiuti quando l'empatia è stata suscitata. È probabile che le persone simpatiche aiutino anche quando queste condizioni non sono presenti. In altre parole, le persone simpatiche sembrano essere "predisposte per aiutare" e non hanno bisogno di altre motivazioni.
Mentre le persone simpatiche tendono abitualmente ad aiutare gli altri, le persone sgradevoli possono avere maggiori probabilità di causare danni. I ricercatori hanno scoperto che bassi livelli di gradevolezza sono associati a pensieri ostili e aggressività negli adolescenti, nonché a uno scarso adattamento sociale. Le persone con poca gradevolezza hanno anche maggiori probabilità di essere prevenute nei confronti di gruppi stigmatizzati come i sovrappeso.
Quando è presente una malattia mentale, una bassa gradevolezza può essere associata a tendenze narcisistiche e antisociali. In teoria, gli individui che sono estremamente gradevoli sono a rischio di problemi di dipendenza. Studi empirici mostrano che molti più problemi sono associati a una bassa gradevolezza.
Tuttavia, un'elevata gradevolezza non sempre porta a un comportamento prosociale, in un esperimento di Milgram le persone coscienziose e simpatiche, quando costrette da un'autorità malintenzionata, sono più disposte ad infliggere scosse elettriche ad alta intensità a una vittima, perché le persone coscienziose e simpatiche sono meno capaci di resistere.